# Белгийска революция
Белгийската революция се нарича конфликтът от 1830 г., довел до отделянето на южните провинции от Обединеното кралство Нидерландия и възникването на независимото Кралство Белгия. Преобладаващо католическите частично френскоговорещи, частично холандско говорещи южни части на Кралство Нидерландия протестират срещу доминиращите протестантски северни провинции. По време на въстанието през август и септември 1830 г., фламандските и валонските единици се отделят от Нидерландия и образуват Кралство Белгия. Само малка част от Люксембург остава до 1890 г. в личен съюз с Нидерландия.
През XIV и XVI век северните и южните провинции съставляват Бургундска Холандия, по-късно Испанска Холандия. По време на религиозната схизма и Осемдесетгодишната война калвинистката северна част се освобождава от испанското управление и образува Република Съединени провинции. С решение на Виенския конгрес през 1815 г. северните и южните провинции са обединени отново с митрополията Лиеж и Великото херцогство Люксембург в Обединено кралство Нидерландия. Натрупаните разлики в културното, религиозното и икономическото развитие на различни части на новото царство в течение на 250 години довеждат до големи разногласия, които скоро се превръщат в революция.

## Последствия
Икономическите последици от революцията за Белгия са плачевни: през 1829 г. важният индустриален град Гент обработва 7,5 милиона килограма памук, докато през 1832 г. е само 2 милиона. Поради раздялата с Нидерландия повечето работници губят работата си, а заплатите за останалите работници намаляват със 70% от заплатата от 1829 година. Пристанището в Антверпен през 1829 г. възлиза на 1028 кораба и 129 хил. тона товари, два пъти повече от общо Ротердам и Амстердам. През 1831 г. в пристанището са влезли само 398 кораба и търговията с Източна Индия е напълно преустановена.
В железопътното строителство се наблюдава увеличение. През 1835 г. между Брюксел и Мехелен е построена една от първите железопътни линии в Европа. По-късно железопътната комуникация в Белгия става една от най-развитите в света.
Като цяло икономическата ситуация в Белгия остава нестабилна. През юни 1832 г. е пусната в обращение нова валута – белгийският франк, а през февруари 1835 г. е основана банката на Белгия.